# Нэйлер, Мария
Мария Нэйлер (англ. Maria Nayler, род. 26 марта 1972) — британская певица, работающая в жанре электронной и танцевальной музыки. Её вокал звучит в композициях таких музыкантов, как Роберт Майлз, Dash Berlin, DJ Sasha, Ферри Корстен, Tilt и Quivver.

## Биография
В начале 1990-х годом была участницей группы «Ultraviolet», в составе которой было выпущено два сингла — «Kites» (1990 год)и «I Wish That» (1991).
В 1995 году с вокалистом диджей Саша она записала трек «Be As One» в жанре транс. Он был издан на лейбле Deconstruction Records в начале 1996 года, заняв 17-е место в UK Singles Chart.
Позднее в том же году Нэйлер вошла в итальянский коллектив композитора и диджея Роберта Майлза, который использовал её живые вокальные данные для записи композиции «One and One», третьего сингла с альбома Майлза «Dreamland». Эта песня возглавила чарты в Италии и Бельгии и достигла 3-го места в Великобритании, Ирландии, Швеции и Норвегии.
В 1998 году Нэйлер подписала с лейблом Deconstruction контракт на сольные записи и выпустила композицию «Naked and Sacred», являющуюся кавер-версией песни Шайны Филипс (англ. Chynna Phillips). Трек «The Other Side», спродюсированный Сашей, был записан на стороне «Б», а также speed garage ремикс от Tim Deluxe композиции «Naked and Sacred» позволили занять этой записи 32-е место в чарте Великобритании. Сторона «А», содержащая «Love is the God» / «Will You Be With Me», выла выпущена в августе 1998 года и заняла 65-е место.
В 2000 году Нэйлер вернулась с композицией «Angry Skies», спродюсированной Tilt. Трек занял 42-е место в UK Singles Chart. Второй 12" диск также был записан при помощи продюсинга Саши композиции «She». В 2007 году трек «Angry Skies» был переиздан лейблом Lost Language.
Также Нэйлер снялась в эпизоде комедийного сериала Би-би-си Never Mind the Buzzcocks в роли таинственного гостя.
В 2009 году Нэйлер возобновила вокальные выступления с песней «We Belong» в жанре транс, композитора Ферри Корстена, и опубликованной на радиошоу A State of Trance.

## Синглы
1. 1990 — «Kites»
2. 1991 — «I Wish That»
3. 1995 — «Be As One»
4. 1996 — «One and One»
5. 1998 — «Naked and Sacred»
6. 1998 — «Will You Be With Me»/«Love is the God»
7. 1998 — «Inside My Universe»
8. 2000 — «Angry Skies»
9. 2002 — «Headstrong»
10. 2002 — «Babyland»
11. 2003 — «Child of Life»
12. 2003 — «Free Spirit»
13. 2004 — «Over Again»
14. 2006 — «21st Century Lover»
15. 2007 — «Angry Skies 2007»
16. 2009 — «We Belong»
17. 2009 — «Perfect Sky»[1]
18. 2013 — «Damage»